# Aeropuerto de Coral Harbour
El Aeropuerto de Coral Harbour (del inglés: Coral Harbour Airport) (IATA: YZS, OACI: CYZS) está ubicado en Coral Harbour, Nunavut, Canadá y es operado por el gobierno de Nunavut.

## Aerolíneas y destinos
- Calm Air
  - Winnipeg / Aeropuerto Internacional de Winnipeg-Armstrong
- Kivalliq Air
  - Winnipeg / Aeropuerto Internacional de Winnipeg-Armstrong